# Valle Gran Rey
Valle Gran Rey település Spanyolországban, Santa Cruz de Tenerife tartományban. Valle Gran Rey Vallehermoso községgel határos. Lakosainak száma 4854 fő (2024).

## Népesség
A település népessége az elmúlt években az alábbi módon változott:
| Lakosok száma | 4093 | 4745 | 5116 | 5129 | 4860 | 4181 | 4371 | 4564 | 4674 | 4854 |
|               | 2001 | 2004 | 2007 | 2009 | 2012 | 2014 | 2017 | 2019 | 2022 | 2024 |